# Holger Sundström
Holger Bertil Sundström (Gotemburgo, 17 de abril de 1925 – 9 de abril de 2023) foi um velejador sueco, medalhista olímpico. Ele competiu nos Jogos Olímpicos de Verão de 1964 na classe Star e conquistou a medalha de bronze a bordo do Humbug V ao lado de Pelle Petterson.